# Khamûl
Khamûl, druhý z Nazgûlů, byl Sauronovým poručíkem, Stínem východu nebo „Černým Východňanem“. Před stvořením prstenů byl králem Východňanů. Jeden z dvou Nazgûlů který od Tolkiena obdržel jméno.
Poté, co Sauron opustil Temný hvozd a vrátil se do Mordoru, ponechal panování nad Dol Guldurem Khamûlovi. Khamûl byl také ten, který vyslýchal Peckoslava Křepelku ohledně Froda.